# Erikastraße (Hamburg-Eppendorf)

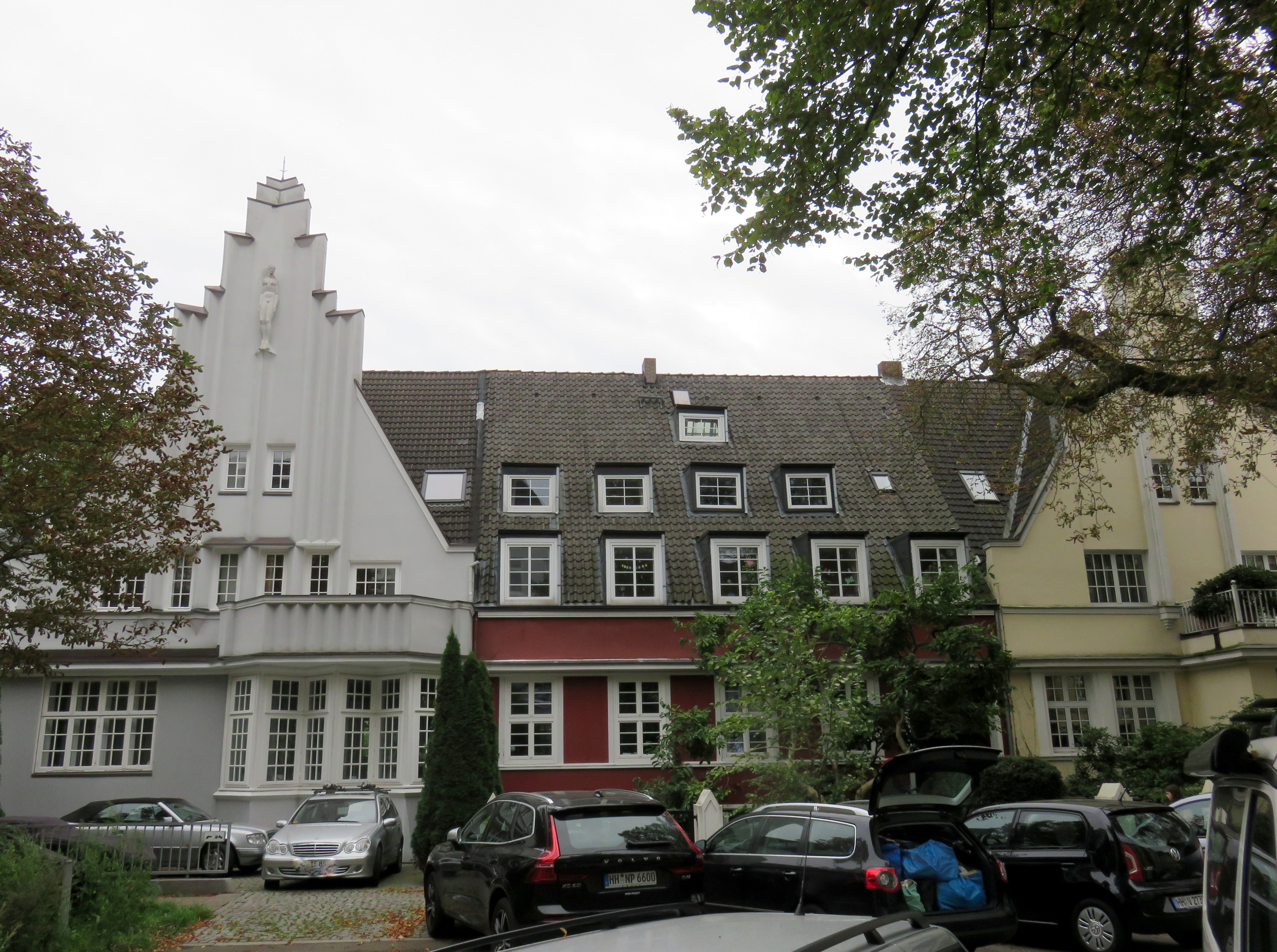
Häuser in der Erikastraße, links das denkmalgeschützte Einfamilienhaus Nr. 126

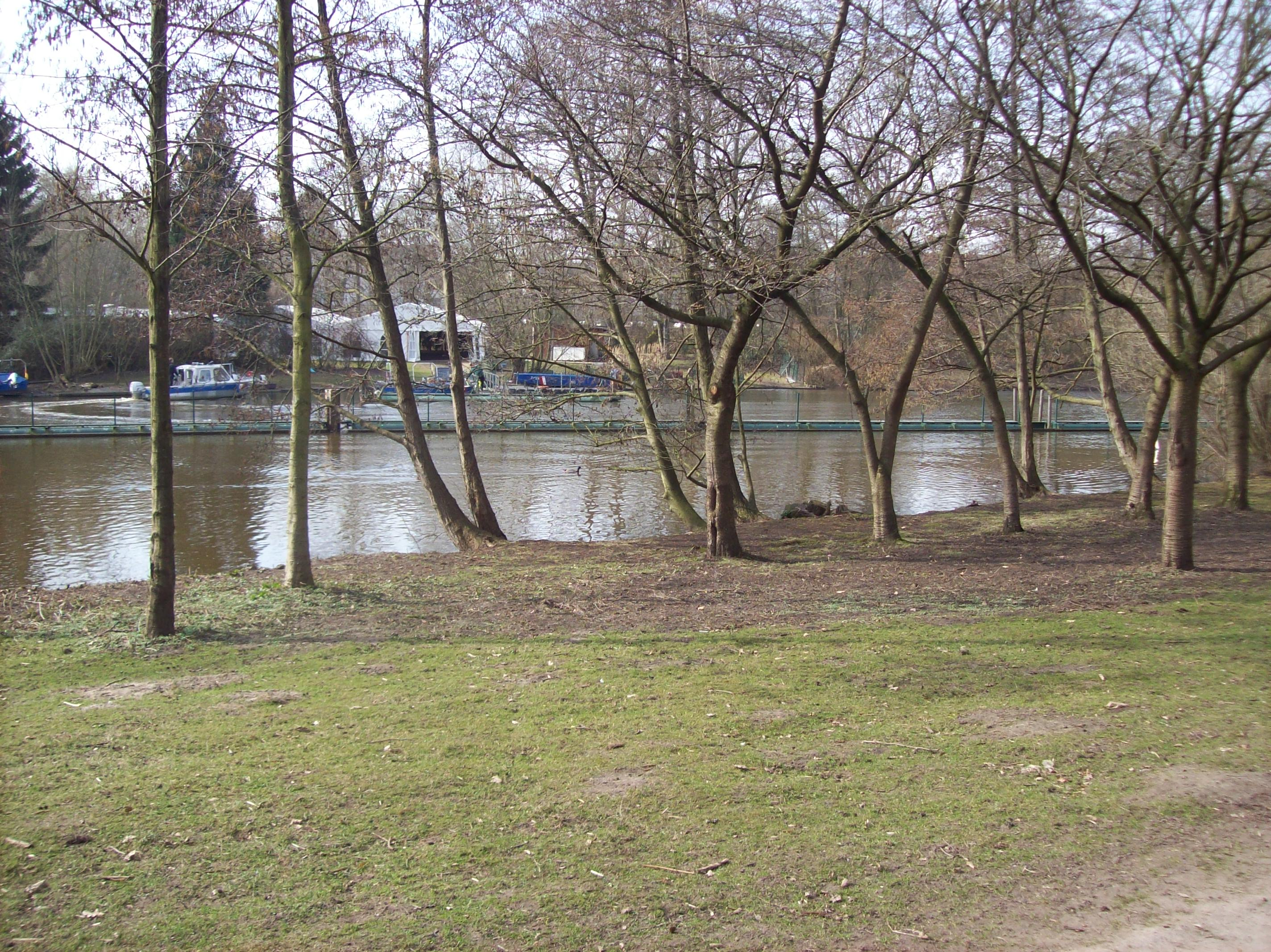
Die Schwanen-Aufsicht am Eppendorfer Mühlenteich

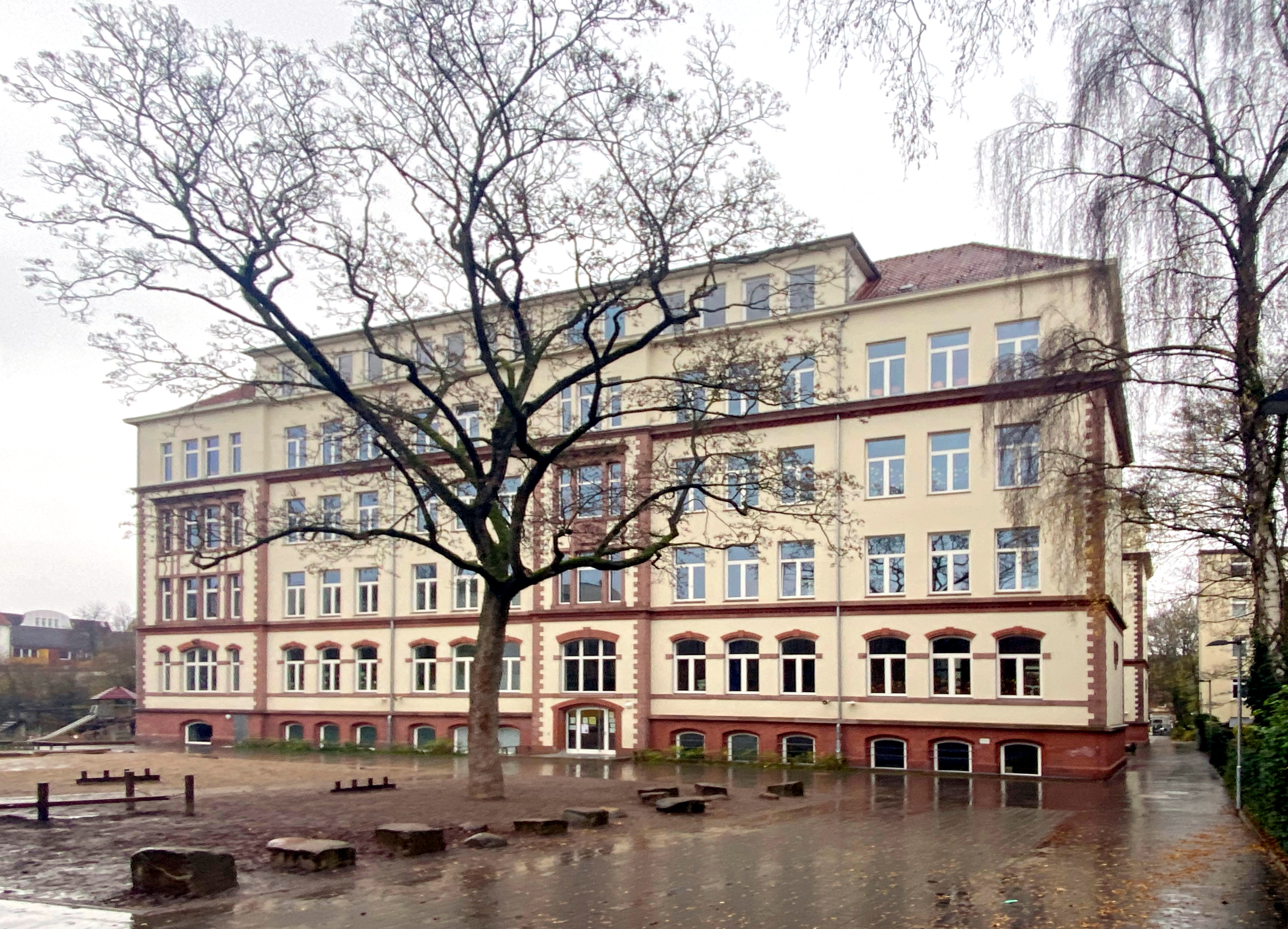
Marie-Beschütz-Schule in Nr. 41

Die Erikastraße im Hamburger Stadtteil Eppendorf wurde 1885 nach dem Heidekraut benannt. Sie weist Wohn- und Gewerbeimmobilien sowie öffentliche Gebäude auf.

Der Straßenname lautete früher: Ericastraße.

## Schwanenwesen
Die Straße verläuft entlang der Tarpenbek. Sie liegt am Eppendorfer Mühlenteich, dem Winterquartier der Alsterschwäne. Die Zentralstelle Schwanenwesen in Hamburg  hat ihren Sitz in der Erikastraße.

## Schule
Seit 1899 befindet sich ein Schulgebäude in der Erikastraße 41, zunächst war dort die Volksschule Erikastraße untergebracht. Später hieß die Einrichtung Volks- und Realschule Erikastraße 41. 1969 wurde sie in Wolfgang-Borchert-Schule umbenannt. Damit wurde der Schriftsteller Wolfgang Borchert geehrt, der dort zur Schule gegangen war. Zudem hatte sein Vater lange Zeit als Lehrer an dieser Schule unterrichtet. Nach vorübergehender Schließung und Umbauten befindet sich am Standort gegenwärtig die Marie-Beschütz-Schule, eine vierzügige Grundschule mit Ganztagsbetreuung und Vorschule.

## Denkmalgeschützte Gebäude
In der Erikastraße befindet sich eine Reihe von denkmalgeschützten Gebäuden. Hierzu zählt das Ensemble Erikastraße 97, 99, 101, 103, 105, 113 und 115. Dabei handelt es sich um Etagenhäuser. Erikastraße 97 und 99 wurden 1909 nach einem Entwurf des Architekten Friedrich Steineke errichtet, die übrigen Gebäude um 1905. In der Erikastraße 126 steht ein denkmalgeschütztes Einfamilienhaus mit Einfriedung aus dem Jahr 1923.

## Stolpersteine
In der Erikastraße machen Stolpersteine auf das Schicksal ehemaliger Bewohner aufmerksam. Diese erinnern an Alfred Bielefeld, Helene Bielefeld geb. Cohn, Alice de Sola geb. Pardo, Helen de Sola und Hilda de Sola.

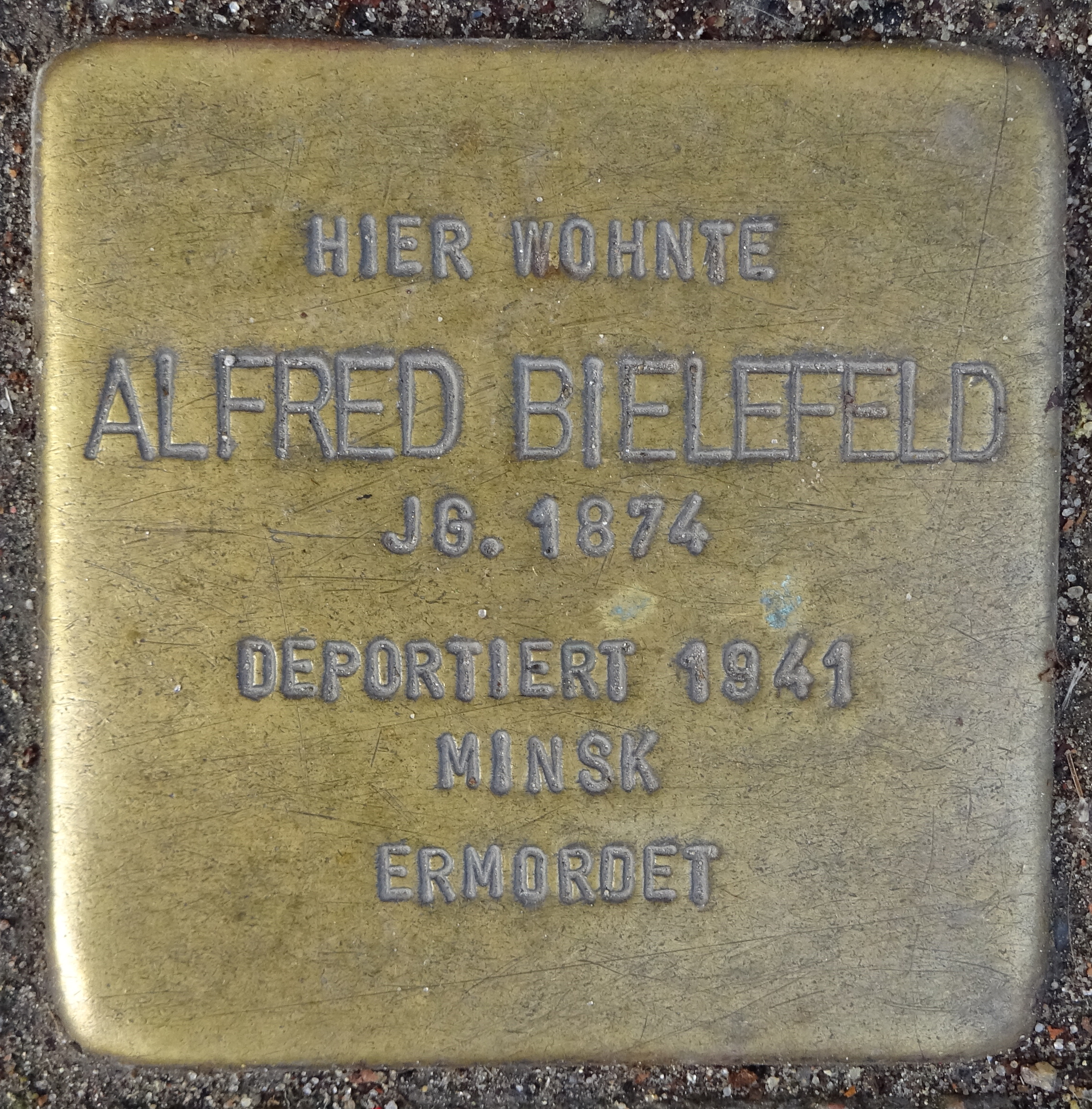
Stolperstein für Alfred Bielefeld
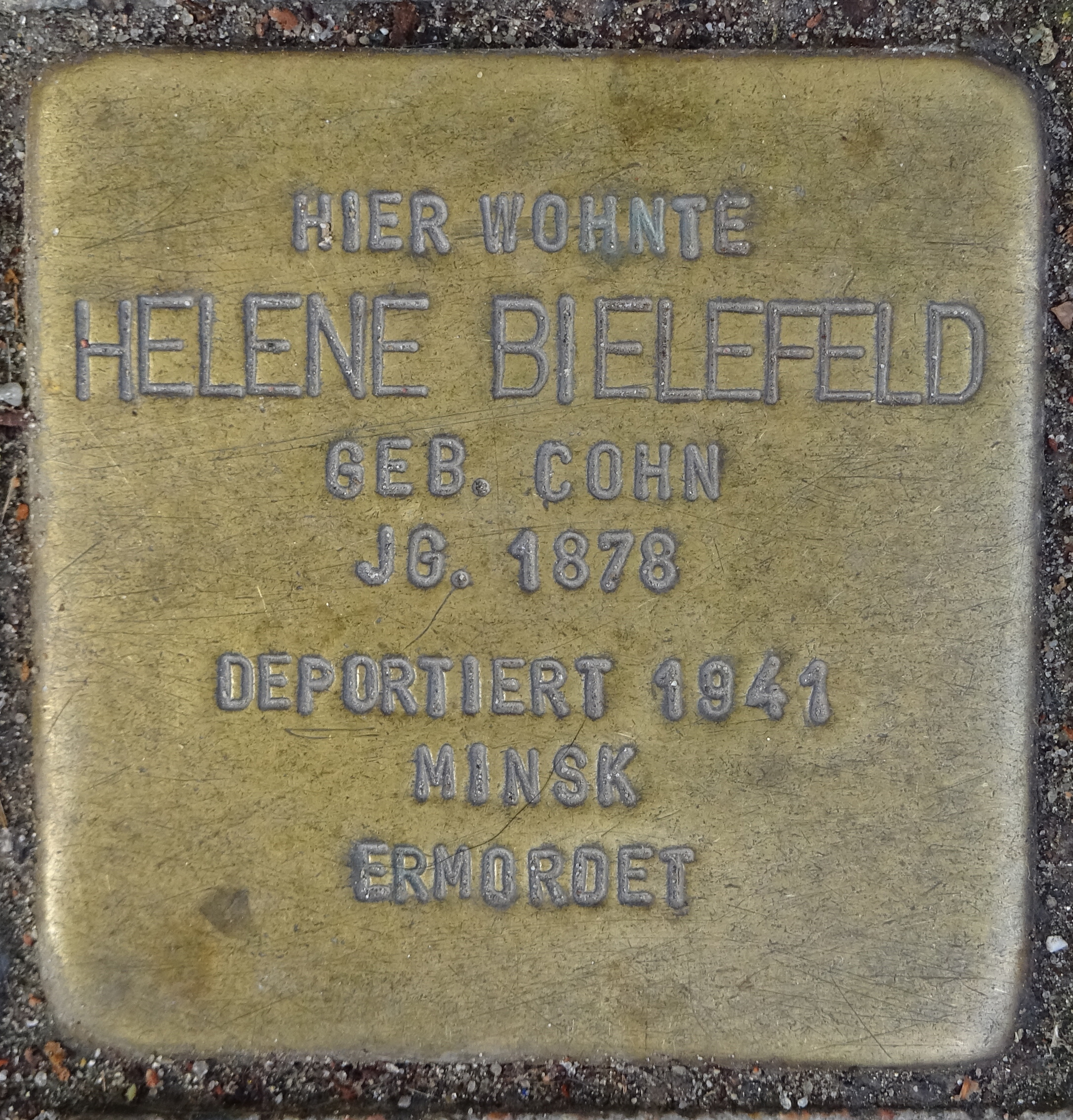
Stolperstein für Helene Bielefeld
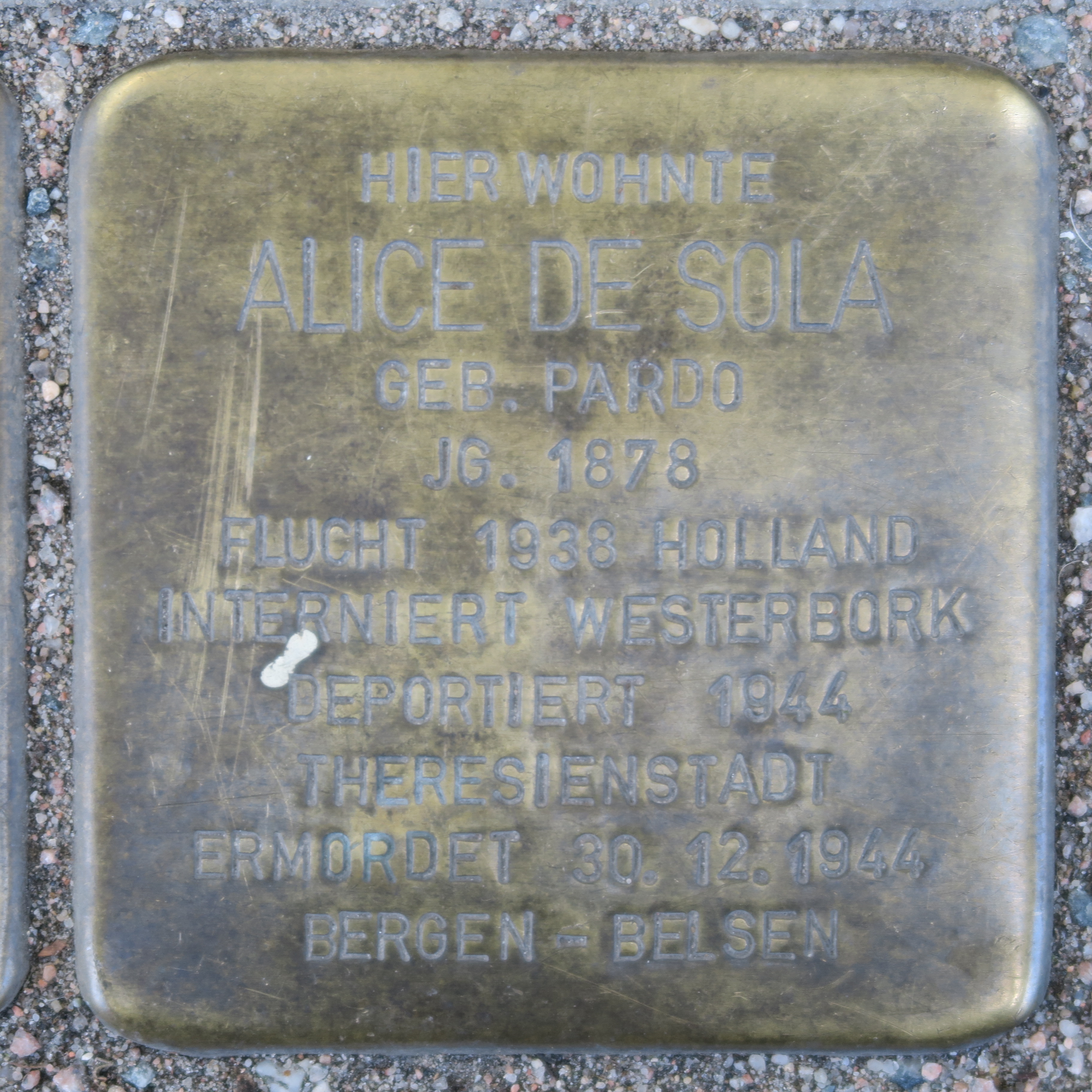
Stolperstein für Alice de Sola
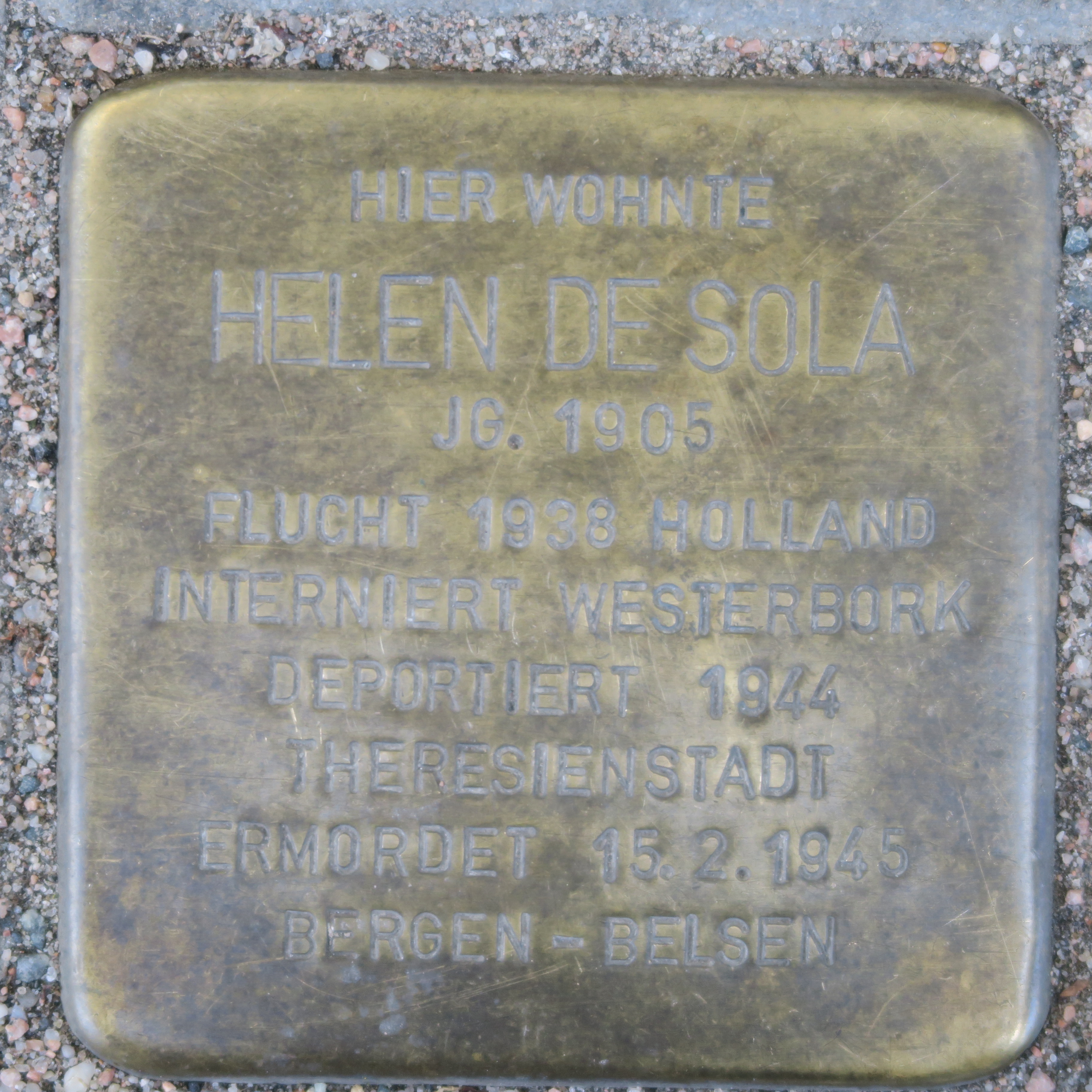
Stolperstein für Helen de Sola
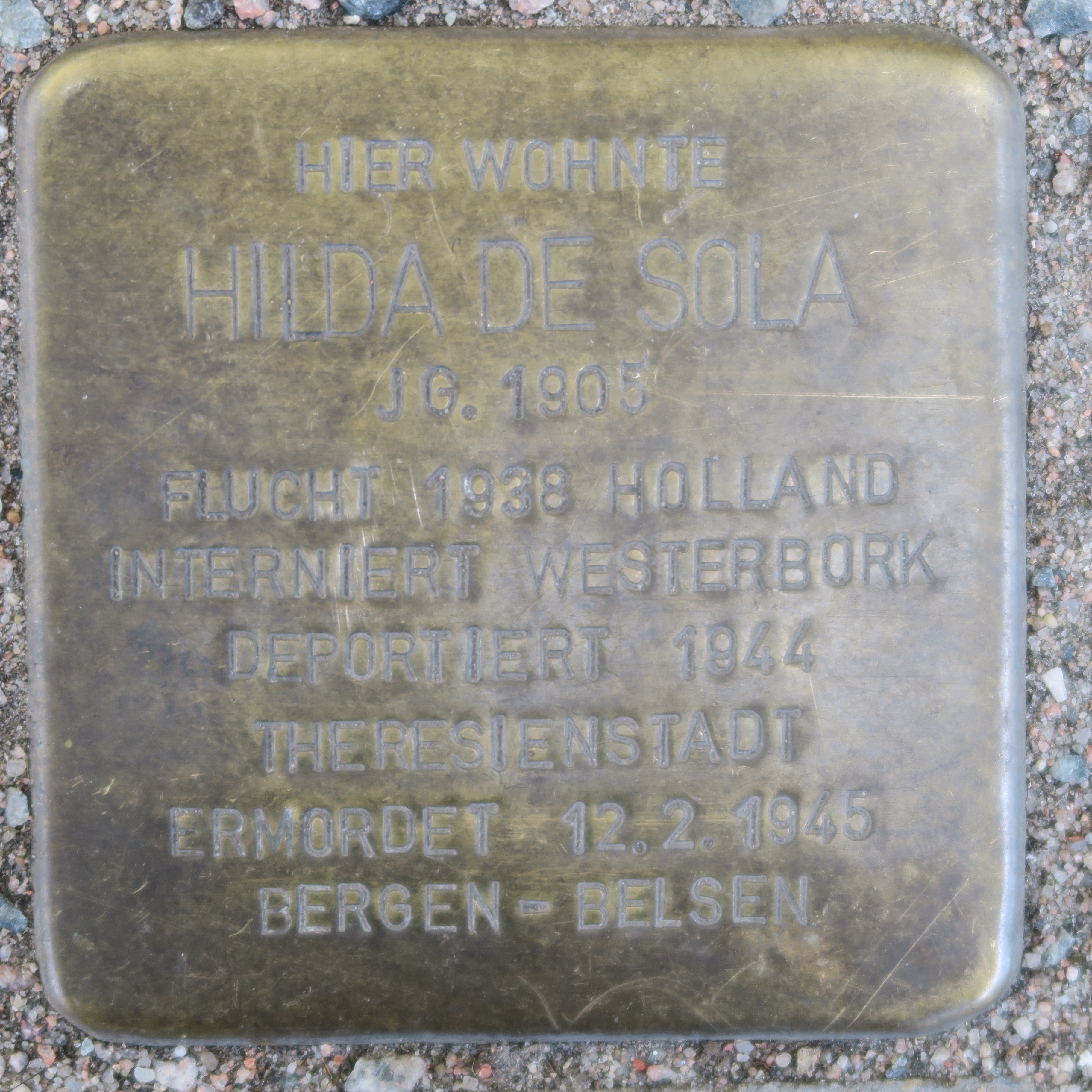
Stolperstein für Hilda de Sola